# Colombiaans voetbalelftal in 2000
Het Colombiaans voetbalelftal speelde in totaal zestien officiële interlands in het jaar 2000, waaronder vijf duels bij de strijd om de CONCACAF Gold Cup in de Verenigde Staten, waar de ploeg in de finale werd verslagen door Canada. De nationale selectie stond onder leiding van bondscoach Luis Augusto García, de opvolger van de na één jaar weggestuurde Javier Álvarez. Op de in 1993 geïntroduceerde FIFA-wereldranglijst steeg Colombia in 2000 van de 24ste (januari 2000) naar de 15de plaats (december 2000).

## Balans
| Wedstrijden | Wedstrijden | Wedstrijden | Wedstrijden | Doelpunten | Doelpunten | Doelpunten | Punten |
| Gespeeld    | Winst       | Gelijk      | Verlies     | Voor       | Tegen      | Saldo      | Punten |
| ----------- | ----------- | ----------- | ----------- | ---------- | ---------- | ---------- | ------ |
| 16          | 7           | 4           | 5           | 16         | 14         | +2         | 1.125  |

## Interlands
| CONCACAF Gold Cup |
| ----------------- |

|                                                       |                      |       |         |                                                                            |
| 12 februari Gold Cup Groep A № 326 «onderlinge duels» | Colombia             | 1 – 0 | Jamaica | Orange Bowl, Miami Toeschouwers: 49.451 Scheidsrechter: Felipe Ramos (MEX) |
| 12 februari Gold Cup Groep A № 326 «onderlinge duels» | Gonzalo Martínez 15' |       |         | Orange Bowl, Miami Toeschouwers: 49.451 Scheidsrechter: Felipe Ramos (MEX) |

|                                                       |          |                                   |          |                                                                              |
| 16 februari Gold Cup Groep A № 327 «onderlinge duels» | Colombia | 0 – 2                             | Honduras | Orange Bowl, Miami Toeschouwers: 36.004 Scheidsrechter: Ramesh Ramdhan (T&T) |
| 16 februari Gold Cup Groep A № 327 «onderlinge duels» |          | 71' Carlos Pavón 78' Milton Núñez |          | Orange Bowl, Miami Toeschouwers: 36.004 Scheidsrechter: Ramesh Ramdhan (T&T) |

|                                                           |                                                              |       |                                                                  |                                                                             |
| 19 februari Gold Cup Kwartfinale № 328 «onderlinge duels» | Verenigde Staten                                             | 2 – 2 | Colombia                                                         | Orange Bowl, Miami Toeschouwers: 32.972 Scheidsrechter: Carlos Batres (GUA) |
| 19 februari Gold Cup Kwartfinale № 328 «onderlinge duels» | Brian McBride 20' Chris Armas 51'                            |       | 24' Faustino Asprilla 81' Gerardo Bedoya                         | Orange Bowl, Miami Toeschouwers: 32.972 Scheidsrechter: Carlos Batres (GUA) |
| 19 februari Gold Cup Kwartfinale № 328 «onderlinge duels» | Strafschoppen                                                |       |                                                                  | Orange Bowl, Miami Toeschouwers: 32.972 Scheidsrechter: Carlos Batres (GUA) |
| 19 februari Gold Cup Kwartfinale № 328 «onderlinge duels» | Eric Wynalda Claudio Reyna Eddie Lewis Chris Armas Ben Olsen | 1 – 2 | John Wilmar Pérez Gonzalo Martínez Mayer Candelo Andrés Mosquera | Orange Bowl, Miami Toeschouwers: 32.972 Scheidsrechter: Carlos Batres (GUA) |

|                                                            |                                               |       |                      |                                                                                            |
| 23 februari Gold Cup Halve finale № 329 «onderlinge duels» | Colombia                                      | 2 – 1 | Peru                 | Jack Murphy Stadium, San Diego Toeschouwers: 34.020 Scheidsrechter: Rafael Rodríguez (ESA) |
| 23 februari Gold Cup Halve finale № 329 «onderlinge duels» | Marcial Salazar 40' (e.d.) Víctor Bonilla 53' |       | 75' Roberto Palacios | Jack Murphy Stadium, San Diego Toeschouwers: 34.020 Scheidsrechter: Rafael Rodríguez (ESA) |

|                                                      |          |                                           |        |                                                                                            |
| 27 februari Gold Cup Finale № 330 «onderlinge duels» | Colombia | 0 – 2                                     | Canada | Memorial Coliseum, Los Angeles Toeschouwers: 6.197 Scheidsrechter: Peter Prendergast (JAM) |
| 27 februari Gold Cup Finale № 330 «onderlinge duels» |          | 45' Jason deVos 68' (pen.) Carlo Corazzin |        | Memorial Coliseum, Los Angeles Toeschouwers: 6.197 Scheidsrechter: Peter Prendergast (JAM) |

|  |  |  |  |  |  |  |  |  |

|                                                   |          |       |          |                                                                                     |
| 28 maart WK-kwalificatie № 331 «onderlinge duels» | Colombia | 0 – 0 | Brazilië | Estadio El Campín, Bogotá Toeschouwers: 42.356 Scheidsrechter: Gustavo Méndez (URU) |
| 28 maart WK-kwalificatie № 331 «onderlinge duels» |          |       |          | Estadio El Campín, Bogotá Toeschouwers: 42.356 Scheidsrechter: Gustavo Méndez (URU) |

|                                                   |                   |       |                    |                                                                                      |
| 26 april WK-kwalificatie № 332 «onderlinge duels» | Bolivia           | 1 – 1 | Colombia           | Estadio Hernando Siles, La Paz Toeschouwers: 46.000 Scheidsrechter: José Arana (PER) |
| 26 april WK-kwalificatie № 332 «onderlinge duels» | Erwin Sánchez 17' |       | 39' Jairo Castillo | Estadio Hernando Siles, La Paz Toeschouwers: 46.000 Scheidsrechter: José Arana (PER) |

|                                                   |                                                               |       |         |                                                                                       |
| 27 mei Vriendschappelijk № 333 «onderlinge duels» | Colombia                                                      | 3 – 0 | Jamaica | Giants Stadium, East Rutherford Toeschouwers: 41.609 Scheidsrechter: Brian Hall (USA) |
| 27 mei Vriendschappelijk № 333 «onderlinge duels» | Jairo Castillo 31' Alexander Viveros 75' Héctor Hurtado 90+1' |       |         | Giants Stadium, East Rutherford Toeschouwers: 41.609 Scheidsrechter: Brian Hall (USA) |

|                                                 |                                                                  |       |           |                                                                                  |
| 4 juni WK-kwalificatie № 334 «onderlinge duels» | Colombia                                                         | 3 – 0 | Venezuela | Estadio El Campín, Bogotá Toeschouwers: 20.584 Scheidsrechter: Oscar Godoi (BRA) |
| 4 juni WK-kwalificatie № 334 «onderlinge duels» | Alexander Viveros 27' Iván Córdoba 42' (pen) Iván Valenciano 88' |       |           | Estadio El Campín, Bogotá Toeschouwers: 20.584 Scheidsrechter: Oscar Godoi (BRA) |

|                                                  |                    |       |                                                               |                                                                                      |
| 29 juni WK-kwalificatie № 335 «onderlinge duels» | Colombia           | 1 – 3 | Argentinië                                                    | Estadio El Campín, Bogotá Toeschouwers: 43.246 Scheidsrechter: Jorge Larrionda (URU) |
| 29 juni WK-kwalificatie № 335 «onderlinge duels» | Frankie Oviedo 26' |       | 23' Gabriel Batistuta 44' Gabriel Batistuta 74' Hernán Crespo | Estadio El Campín, Bogotá Toeschouwers: 43.246 Scheidsrechter: Jorge Larrionda (URU) |

|                                                  |      |                      |          |                                                                                 |
| 19 juli WK-kwalificatie № 336 «onderlinge duels» | Peru | 0 – 1                | Colombia | Estadio Nacional, Lima Toeschouwers: 32.207 Scheidsrechter: Mario Sánchez (CHI) |
| 19 juli WK-kwalificatie № 336 «onderlinge duels» |      | 48' Juan Pablo Ángel |          | Estadio Nacional, Lima Toeschouwers: 32.207 Scheidsrechter: Mario Sánchez (CHI) |

|                                                  |         |       |          |                                                                                            |
| 25 juli WK-kwalificatie № 337 «onderlinge duels» | Ecuador | 0 – 0 | Colombia | Estadio Olímpico Atahualpa, Quito Toeschouwers: 37.617 Scheidsrechter: Ubaldo Aquino (PAR) |
| 25 juli WK-kwalificatie № 337 «onderlinge duels» |         |       |          | Estadio Olímpico Atahualpa, Quito Toeschouwers: 37.617 Scheidsrechter: Ubaldo Aquino (PAR) |

|                                                      |                    |       |         |                                                                                     |
| 15 augustus WK-kwalificatie № 338 «onderlinge duels» | Colombia           | 1 – 0 | Uruguay | Estadio El Campín, Bogotá Toeschouwers: 31.000 Scheidsrechter: Daniel Giménez (ARG) |
| 15 augustus WK-kwalificatie № 338 «onderlinge duels» | Jairo Castillo 72' |       |         | Estadio El Campín, Bogotá Toeschouwers: 31.000 Scheidsrechter: Daniel Giménez (ARG) |

|                                                      |       |                    |          |                                                                                        |
| 2 september WK-kwalificatie № 339 «onderlinge duels» | Chili | 0 – 1              | Colombia | Estadio Nacional, Santiago Toeschouwers: 65.000 Scheidsrechter: Gustavo Gallesio (URU) |
| 2 september WK-kwalificatie № 339 «onderlinge duels» |       | 67' Jairo Castillo |          | Estadio Nacional, Santiago Toeschouwers: 65.000 Scheidsrechter: Gustavo Gallesio (URU) |

|                                                    |          |                                             |          |                                                                                       |
| 7 oktober WK-kwalificatie № 340 «onderlinge duels» | Colombia | 0 – 2                                       | Paraguay | Estadio El Campín, Bogotá Toeschouwers: 42.330 Scheidsrechter: Horacio Elizondo (ARG) |
| 7 oktober WK-kwalificatie № 340 «onderlinge duels» |          | 3' Roque Santa Cruz 90' José Luis Chilavert |          | Estadio El Campín, Bogotá Toeschouwers: 42.330 Scheidsrechter: Horacio Elizondo (ARG) |

|                                                      |                  |       |          |                                                                                          |
| 15 november WK-kwalificatie № 341 «onderlinge duels» | Brazilië         | 1 – 0 | Colombia | Estádio do Morumbi, São Paulo Toeschouwers: 56.213 Scheidsrechter: Jorge Larrionda (URU) |
| 15 november WK-kwalificatie № 341 «onderlinge duels» | Roque Junior 90' |       |          | Estádio do Morumbi, São Paulo Toeschouwers: 56.213 Scheidsrechter: Jorge Larrionda (URU) |

## FIFA-wereldranglijst
| JAN | FEB | MAR | APR | MEI | JUN | JUL | AUG | SEP | OKT | NOV | DEC |
| --- | --- | --- | --- | --- | --- | --- | --- | --- | --- | --- | --- |
| 24  | 24  | 17  | 17  | 18  | 18  | 17  | 17  | 17  | 16  | 15  | 15  |

## Statistieken
| Óscar Córdoba         | 1970-02-03 | Boca Juniors           | 9  | 0 | 0 | 49 | 0  |
| Miguel Ángel Calero   | 1971-04-14 | CF Pachuca             | 4  | 0 | 0 | 26 | 0  |
| Diego Gómez           | 1972-03-29 | Deportivo Pasto        | 2  | 0 | 0 | 2  | 0  |
| Juan Carlos Henao     | 1971-12-30 | Once Caldas            | 1  | 0 | 0 | 1  | 0  |
| Verdediging           |            |                        |    |   |   |    |    |
| Iván Córdoba          | 1976-08-11 | Inter Milaan           | 10 | 0 | 1 | 30 | 4  |
| Mario Yepes           | 1976-01-13 | CA River Plate         | 9  | 0 | 0 | 12 | 0  |
| Gerardo Bedoya        | 1975-11-26 | Deportivo Cali         | 8  | 0 | 1 | 8  | 1  |
| Arley Dinas           | 1974-05-16 | Deportes Tolima        | 7  | 6 | 0 | 16 | 0  |
| Andrés Mosquera       | 1978-09-07 | Deportivo Cali         | 5  | 0 | 0 | 5  | 0  |
| Carlos Asprilla       | 1970-10-19 | Deportivo Cali         | 4  | 0 | 0 | 10 | 0  |
| Jorge Bermúdez        | 1971-06-18 | Boca Juniors           | 3  | 0 | 0 | 55 | 3  |
| Roberto Carlos Cortés | 1977-07-20 | Independiente Medellín | 3  | 0 | 0 | 13 | 0  |
| Wilmer Ortegon        | 1974-03-02 | América de Cali        | 2  | 1 | 0 | 3  | 0  |
| Foad Maziri           | 1973-12-06 | América de Cali        | 2  | 0 | 0 | 7  | 0  |
| James Cardona         | 1967-03-30 | Deportes Tolima        | 0  | 1 | 0 | 3  | 0  |
| Alex Fernández        | 1970-01-22 | Millonarios            | 0  | 1 | 0 | 1  | 0  |
| Iván López            | 1978-05-13 | Independiente Santa Fe | 0  | 1 | 0 | 1  | 0  |
| Rubiel Quintana       | 1978-06-26 | Deportivo Cali         | 0  | 1 | 0 | 10 | 0  |
| Middenveld            |            |                        |    |   |   |    |    |
| Gonzalo Martínez      | 1975-11-30 | Deportes Tolima        | 15 | 0 | 1 | 15 | 1  |
| Jorge Bolaño          | 1977-04-28 | AC Parma               | 12 | 0 | 0 | 31 | 2  |
| Franky Oviedo         | 1973-09-21 | Club América           | 10 | 0 | 1 | 12 | 1  |
| Alexander Viveros     | 1977-10-08 | Cruzeiro EC            | 7  | 2 | 2 | 16 | 2  |
| Luis Alberto García   | 1975-04-15 | Argentinos Juniors     | 5  | 0 | 0 | 5  | 0  |
| Martín Zapata         | 1970-10-28 | Club Sport Emelec      | 5  | 0 | 0 | 5  | 0  |
| Máyer Candelo         | 1977-02-20 | Vélez Sársfield        | 4  | 5 | 0 | 10 | 0  |
| Freddy Rincón         | 1966-08-14 | Santos                 | 4  | 0 | 0 | 83 | 17 |
| Bonner Mosquera       | 1970-12-02 | Millonarios            | 3  | 1 | 0 | 10 | 0  |
| John Wilmar Pérez     | 1970-02-21 | Columbus Crew          | 2  | 3 | 0 | 18 | 0  |
| Freddy Grisales       | 1975-09-22 | Atlético Nacional      | 1  | 2 | 0 | 14 | 0  |
| Mauricio Serna        | 1968-01-22 | Boca Juniors           | 1  | 0 | 0 | 46 | 2  |
| Neider Morantes       | 1975-08-03 | CF Atlante             | 0  | 2 | 0 | 16 | 4  |
| Oscar Restrepo        | 1974-01-02 | Atlético Junior        | 0  | 2 | 0 | 4  | 0  |
| Giovanni Hernández    | 1976-06-16 | Deportivo Cali         | 0  | 1 | 0 | 3  | 0  |
| Orlando Maturana      | 1967-10-11 | Olimpia Asunción       | 0  | 1 | 0 | 2  | 0  |
| Aanval                |            |                        |    |   |   |    |    |
| Juan Pablo Ángel      | 1975-10-24 | Aston Villa            | 8  | 1 | 1 | 13 | 2  |
| Jairo Castillo        | 1977-11-17 | América de Cali        | 2  | 2 | 0 | 4  | 0  |
| Faustino Asprilla     | 1969-11-10 | Fluminense             | 5  | 0 | 1 | 50 | 20 |
| Victor Aristizábal    | 1971-12-09 | Atlético Nacional      | 4  | 0 | 0 | 49 | 6  |
| Héctor Hurtado        | 1975-09-21 | América de Cali        | 3  | 3 | 1 | 9  | 1  |
| Víctor Bonilla        | 1971-01-23 | Toulouse               | 3  | 1 | 1 | 15 | 4  |
| Iván Valenciano       | 1972-03-18 | Atlético Junior        | 2  | 2 | 1 | 29 | 13 |
| Hamilton Ricard       | 1974-01-12 | Middlesbrough          | 2  | 0 | 0 | 27 | 5  |
| Edwin Congo           | 1976-10-07 | Vitória Guimarães      | 1  | 3 | 0 | 14 | 1  |
| Tressor Moreno        | 1979-01-11 | FC Metz                | 1  | 0 | 0 | 1  | 0  |
| Léider Preciado       | 1977-02-26 | Racing Santander       | 1  | 0 | 0 | 6  | 3  |
| Carlos Castro         | 1970-08-17 | Atlético Nacional      | 0  | 2 | 0 | 5  | 0  |
| Elson Becerra         | 1978-04-26 | Deportes Tolima        | 0  | 1 | 0 | 1  | 0  |
| Leonardo Moreno       | 1973-11-02 | Atlético Celaya        | 0  | 1 | 0 | 2  | 0  |

Colfútbol · A-internationals · Selecties · Statistieken · Bondscoaches · Colombiaans vrouwenelftal · Olympisch elftal · Colombia U20 · Colombia U17
1938 – 1949 ·
1950 – 1959 ·
1960 – 1969 ·
1970 – 1979 ·
1980 – 1989 ·
1990 – 1999 ·
2000 – 2009 ·
2010 – 2019 ·
2020 – 2029
WK 1962 · 
WK 1990 · 
WK 1994 · 
WK 1998 · 
WK 2014 · 
WK 2018
OS 1968 · 
OS 1972 · 
OS 1980 · 
OS 1992 · 
OS 2016
1938 · 
1939 · 1940 · 1941 · 1942 · 1943 · 1944 · 
1946 · 
1947 · 
1948 · 
1949 · 
1950 · 1951 · 1952 · 1953 · 1954 · 1955 · 1956 · 
1957 · 
1958 · 1959 · 1960 · 
1961 · 
1962 · 
1963 · 
1964 · 
1965 · 
1966 · 
1967 · 
1968 · 
1969 · 
1970 · 
1971 · 
1972 · 
1973 · 
1974 · 
1975 · 
1976 · 
1977 · 
1978 · 
1979 · 
1980 · 
1981 · 
1982 · 
1983 · 
1984 · 
1985 · 
1986 · 
1987 · 
1988 · 
1989 · 
1990 ·
1991 · 
1992 · 
1993 · 
1994 · 
1995 · 
1996 · 
1997 · 
1998 · 
1999 · 
2000 · 
2001 · 
2002 · 
2003 · 
2004 · 
2005 · 
2006 · 
2007 · 
2008 · 
2009 · 
2010 · 
2011 · 
2012 · 
2013 · 
2014 · 
2015 · 
2016 · 
2017 ·
2018 ·
2019 ·
2020 ·
2021
Algerije ·
Argentinië ·
Australië ·
Bahrein ·
België ·
Bolivia · 
Brazilië ·
Canada ·
Chili ·
China · 
Costa Rica ·
Cuba ·
DDR ·
Duitsland ·
Ecuador ·
Egypte ·
El Salvador ·
Engeland ·
Finland ·
Frankrijk ·
Griekenland ·
Guatemala · 
Haïti ·
Honduras ·
Hongarije ·
Hongkong ·
Ierland ·
Irak ·
Israël ·
Ivoorkust ·
Jamaica ·
Japan ·
Joegoslavië ·
Jordanië ·
Kameroen ·
Koeweit · 
Liberia · 
Marokko ·
Mexico ·
Montenegro ·
Nederland ·
Nederlandse Antillen ·
Nicaragua ·
Nieuw-Zeeland · 
Nigeria ·
Noord-Ierland ·
Noorwegen ·
Panama ·
Paraguay ·
Peru ·
Polen ·
Puerto Rico ·
Qatar ·
Roemenië ·
Saoedi-Arabië ·
Schotland ·
Senegal ·
Servië ·
Slovenië ·
Slowakije ·
Sovjet-Unie ·
Spanje ·
Trinidad en Tobago ·
Tsjecho-Slowakije ·
Tunesië · 
Turkije · 
Uruguay ·
Venezuela ·
Verenigde Arabische Emiraten · 
Verenigde Staten ·
Zuid-Afrika ·
Zuid-Korea ·
Zweden ·
Zwitserland
Brazilië (2014) ·
Engeland (2018) ·
Griekenland (2014) ·
Ivoorkust (2014) ·
Japan (2014) ·
Japan (2018) ·
Polen (2018) ·
Senegal (2018) ·
Uruguay (2014)